# Nuppen
Unter Nuppen versteht man in der Glasherstellung kleine Posten Glas, die auf Fuß, Schaft oder Wandung des Gefäßes in Form von Tropfen aufgesetzt wurden. Je nach Dreh- und Stempeltechnik des Glaspfropfens entstanden auf diese Weise verschiedene Formen, beispielsweise Schneckenmuster,  Rosetten, nach oben spitz gezogene oder mehrfach mit Stempeln so gepresste Gebilde, dass ein himbeer- bzw. brombeerähnliches Aussehen des Tropfens erzielt wurde; in diesem Falle spricht man von Beerennuppen.
Nuppengläser werden diejenigen Glasgefäße genannt, die derartige Nuppen als alleinige und insoweit charakterisierende Dekorationsform aufweisen. Die Technik ist seit der Antike bekannt und zieht sich durch alle Epochen der Glasgeschichte.

## Geschichte

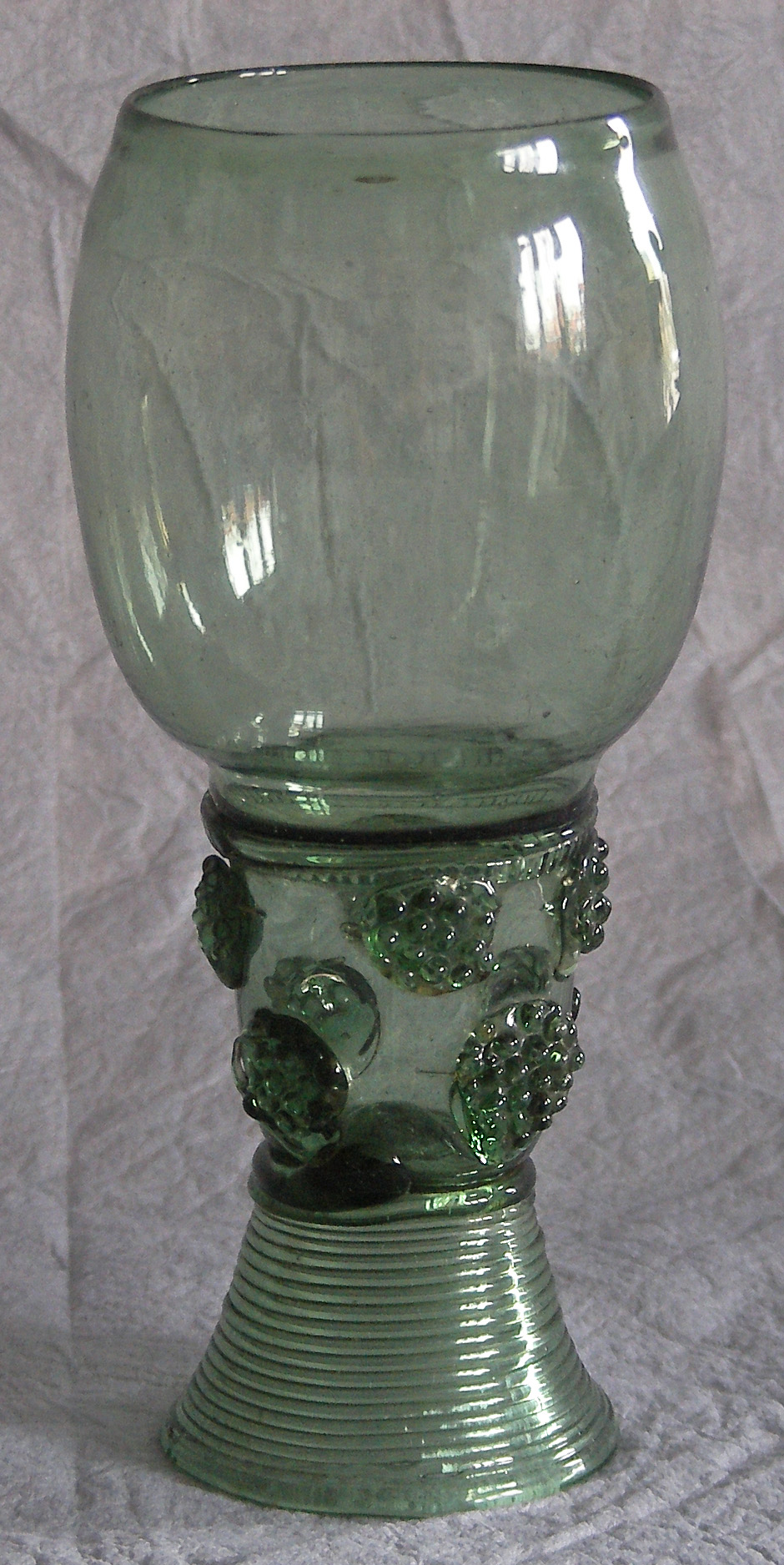
Beerennuppen an einem Römer; Deutschland oder Niederlande, 17. Jh.

Nuppengläser gab es zumeist als einfaches Gebrauchsglas bereits im Römischen Reich. Während in den drei weströmischen Provinzen Germania superior,  Germania inferior sowie Gallia Belgica zahlreiche Gläser mit Nuppen in zwei bis vier verschiedenen Farben (meist gelb, grün, braun, blau und rot) gefunden wurden, waren die Nuppengläser in Byzanz meist monochrom blau. Unter den erhaltenen spätrömischen Nuppengläsern finden sich vereinzelt Exemplare von hoher künstlerischer Qualität.
Vermutlich gelangte durch den Handel mit Byzanz das in der Tradition Ostroms stehende syrische und islamische Nuppenglas in die Republik Venedig, deren Glasmacher frühen Quellen zufolge bereits im 13. Jahrhundert eigene Perlnuppenbecher herstellen konnten. Diese Tradition versiegt jedoch im späten Mittelalter. Erhalten von dem frühen Glas ist nichts, und das später in der Renaissance zur Blüte gelangte dünnwandig-farblose venezianische cristallo, das als Glas à la façon de Venise ab dem späten 16. Jahrhundert auch nach Mitteleuropa gelangte, zeichnet sich durch verfeinerte  Stilformen aus.
Wichtiger für die weitere Verbreitung des Nuppenglases ist der zweite Entwicklungsweg, den die mitteleuropäische Glasherstellung genommen hat: Das in den Waldglashütten nördlich der Alpen hergestellte dickwandige, durch seinen hohen Eisenoxidgehalt unvermeidlich grüne Gebrauchsglas, mutmaßlich an Relikte fränkischen Know-hows anknüpfend, kannte das Nuppendekor von Anfang an. Die groben Ausstülpungen auf fränkischen Rüsselbechern könnten als Vorbilder gedient haben. Formglas mit einfachen Nuppen war bereits im 14. und 15. Jahrhundert in ganz Deutschland und den Niederlanden verbreitet (Nuppenbecher).
Um 1500 entstand der so genannte Krautstrunk, ein Becher, dessen Wandung rundum mit dicken, schneckenförmig gezogenen Nuppen besetzt war, was dem Gefäß ein kohlkopfähnliches Aussehen verlieh. Aus dem Krautstrunk wurde im 16. Jahrhundert der Berkemeyer mit glatter Wandung; Nuppen gibt es hier nur am Fuß mit schaftähnlicher Verlängerung nach oben. Zugleich gab es in Böhmen hohe, schlanke Stangengläser, dünnwandig und mit sehr kleinen Nuppen. Der Berkemeyer ist der Vorläufer des Römers, der in seiner ursprünglichen – barocken – Ausprägung des 17. und 18. Jahrhunderts  noch zum Waldglas zählt und als konstitutives Stilelement stets am Schaft Beerennuppen aufwies. Beim Römer des Historismus indes können diese Beerennuppen fehlen oder aber traditionswidrig an anderer Stelle als am Schaft angebracht sein.
In der Glasgeschichte späterer Epochen treten Nuppen vereinzelt noch als Stilelement, doch nicht mehr als allein charakterisierende Dekorationsform auf; insoweit spricht man hier nicht mehr vom Nuppenglas. Dennoch verzieren bunte Nuppen in Tropfenform gelegentlich noch Gefäße des Jugendstils und des Art déco.